# 정선 수고당 고택
정선 수고당 고택(旌善 守孤堂 古宅)은 대한민국 강원특별자치도 정선군 임계면에 있는 조선시대의 건축물이다. 1985년 1월 17일 강원도의 유형문화재 제88호 정선 이종후 가옥(旌善 李種厚 家屋)으로 지정되었다가, 2017년 11월 17일 현재의 명칭으로 변경되었다.

## 지정 사유
나지막한 언덕에 자리하고 있는 옛집으로, 조선 숙종(재위 1674∼1720) 때 이조판서를 지낸 이자가 고향으로 돌아와 지은 것이라 한다. 지은 연대는 정확히 알지 못하며, 90여 년 전에 안채를 크게 수리하였다고 한다.
안채와 사랑채가 ㅁ자형으로 배치되었고, 동남향을 하고 있다. 1m 정도의 비교적 높은 기단 위에 지었으며, 여덟 팔(八)자 모양의 화려한 팔작지붕집이다. 안채는 영동지방에서 흔히 볼 수 있는 겹집형에, 영서·중부지방에서 일반적인 대청과 건넌방이 ㄱ자형으로 접하여 있다. 대청에는 모두 문을 달았고, 건넌방과 대청·안방부분에도 툇마루를 달아 외부와 연결을 주었다.
부엌의 앞면에서 광·외양간과 대문·사랑채가 ㄷ자형으로 이어졌다. 사랑채는 큰사랑·작은사랑·서함·대청·머슴방으로 구성되었고, 특히 외양간이 대문 오른쪽에서 돌출된 것이 특이하다. 사랑채의 대청에도 문을 달았고, 앞뒷면에 툇마루를 두어 시원한 공간구성을 하고 있다.
사랑채의 서쪽에는 별채인 수고당이 있으며, 대청·작은마루·다락·서고로 구성되어 있다. 수고당에는 외재 이단하 내외분의 옷(국가민속문화재 제4호)이 있어 조선시대 의복연구에 중요한 자료가 되고 있으며, 이 외에 각종 시문초고·교지 및 전적과 간찰·서화가 보존되어 있다.

## 같이 보기
- 외재 이단하 내외 옷 - 국가민속문화재 제4호

## 참고 문헌
- 정선 수고당 고택 - 국가유산청 국가유산포털